# Les Toits rouges
Les Toits rouges (Les Toits rouges, coin de village, effet d'hiver titre complet du musée) est un des tableaux les plus connus du peintre impressionniste français Camille Pissarro. Il est réalisé à l'huile sur toile, et mesure 53 × 64 cm. Il a été réalisé en 1877. Il se trouvait au Musée du Jeu de Paume et, actuellement, est conservé au Musée d'Orsay, à Paris.

## Description
Les Toits rouges (un village en hiver) est une peinture de paysage. Son centre d'attention sont les toits rouges d'un village, en hiver, aux alentours de Pontoise. Au dessus on peut voir une colline et, tout en haut, une frange de ciel bleu. Au premier plan se trouvent des arbres fruitiers.
L'œuvre a été réalisée à une période de sa carrière où Pissarro recherchait une atmosphère diaphane. On note également l'influence de Paul Cézanne dans la construction du paysage. C'est un exemple des motifs favoris de Pissarro : ruraux, simples et naturels.
Les couleurs s'opposent avec certaine violence, spécialement les complémentaires.
Pissarro utilise de petits coups de pinceau rapides qui unifient tout le tableau.